# Nederlands Instituut voor Wetenschappelijke Informatiediensten
Het Nederlands Instituut voor Wetenschappelijke Informatiediensten (NIWI) was een instituut van de Koninklijke Nederlandse Akademie van Wetenschappen (KNAW). Het Instituut ging op 1 september 1997 van start als fusie van zes instellingen, te weten het Nederlands Bureau voor Onderzoekinformatie (NBOI), het Bureau voor de Bibliografie van de Neerlandistiek (BBN), het Nederlands Historisch Data Archief (NHDA), het Sociaal Wetenschappelijk Informatie- en Documentatie Centrum (SWIDOC), de bibliotheek van de KNAW en de Afdeling Documentatie en Literatuuronderzoek van de Stichting voor Onderwijsonderzoek (ADLSVO). De taken lagen op de volgende gebieden: data-archieven, databanken (met onderzoekinformatie over biomedische wetenschappen, geschiedenis, maatschappijwetenschappen en taal), documentlevering en bibliografische databanken. Per 1 juli 2005 werd het NIWI weer opgeheven en gingen nieuwe organisaties van start waarin een aantal activiteiten van het NIWI werden voortgezet:
Data-archieven:
NWO en KNAW hebben samen DANS (Data Archiving and Networked Services) opgericht. Deze organisatie heeft tot taak de data-infrastructuur voor de geestes- en sociale wetenschappen te versterken.
De activiteiten van het Steinmetz-archief, het NHDA (Nederlands Historisch Data Archief) en het WSA (Wetenschappelijk Statistisch Agentschap NWO) zijn door DANS overgenomen.
Virtual Knowledge Studio (VKS):
Onderzoekers van de NIWI onderzoeksgroep Nerdi (Networked Research and Digital Information) gaan over naar de Virtual Knowledge Studio, het nieuwe e-Science onderzoeksprogramma van de KNAW. De VKS is sinds maart 2006 in het gebouw van het IISG-KNAW gehuisvest. 
Onderzoek Informatie:
De activiteiten op het gebied van onderzoekinformatie zijn ondergebracht in een gelijknamige afdeling van het Bureau van de KNAW. De taak van de nieuwe afdeling is het uitbreiden van de NOD (Nederlandse Onderzoek Databank) en het uitbreiden van een webportal, NARCIS, dat voor verschillende gebruikersgroepen informatie geeft over de wetenschapsbeoefening in Nederland (onder meer onderzoekinformatie, publicaties en databestanden). Dit gebeurt in nauwe samenwerking met NWO en VSNU.
Neerlandistiek:
De activiteiten van de afdeling Neerlandistiek (waaronder de Bibliografie van de Nederlandse Taal- en Literatuurwetenschap / BNTL) zijn ondergebracht in de nieuwe werkgroep e-Research van het Huygens Instituut.
Informatisering & Automatisering:
De I&A-activiteiten van het NIWI en van het Bureau KNAW worden samengevoegd in de afdeling I&A van het Bureau. De afdeling I&A verzorgt zowel KNAW-brede consultancy en diensten als de interne automatisering van het Bureau. 
Bibliotheek:
De Bijzondere Collecties (waaronder de historische KNAW-collectie) zijn per 1 juli 2005 onder de naam Akademiebibliotheek overgedragen aan het Internationaal Instituut voor Sociale Geschiedenis (IISG). De Akademiebibliotheek kan op het IISG geraadpleegd worden.